# Станислав Карасі
Станислав Карасі (сербохорв. Stanislav Karasi, нар. 8 листопада 1946, Белград) — югославський футболіст, що грав на позиції нападника. По завершенні ігрової кар'єри — тренер.
Виступав, зокрема, за клуби «Црвена Звезда» та «Лілль», а також національну збірну Югославії, з якою був учасником чемпіонату світу 1974 року.

## Клубна кар'єра
На юнацькому рівні спочатку виступав за «Партизан», а потім за «Црвену звезду». Коли йому виповнилося 18 років, «Црвена Звезда» хотіла відправити його в оренду, але він відмовився і розірвав контракт з клубом, після чого перебрався в «Борово», де провів три роки у другому дивізіоні.
1968 року Карасі повернувся до «Црвени Звезда», в якій провів шість сезонів, взявши участь у 197 матчах в усіх турнірах і забив 71 гол. У футболці «червоно-білих» він виграв три національні чемпіонати (1969, 1970 і 1973) та два трофеї кубка Югославії (1970 і 1971).
1974 року покинув Югославію і виступав за кордоном, граючи за французький «Лілль», бельгійський «Антверпен» та американські шоубольні клуби «Баффало Стелліонз» та «Нью-Йорк Ерроуз» з Major Indoor Soccer League, вигравши з останньою з них турнір у сезоні 1981/82.
Завершив ігрову кар'єру у на батьківщині у белградських командах ОФК та «Хайдук», за які виступав до 1983 року.

## Виступи за збірну
1969 року Карасі зіграв 1 матч за молодіжну збірну Югославії.
9 травня 1973 року дебютував в офіційних іграх у складі національної збірної Югославії в товариському матчі проти збірної ФРН, що завершився з рахунком 1:0.
Наступного року у складі збірної був учасником чемпіонату світу 1974 року у ФРН, де зіграв 4 гри і у іграх проти Шотландії (1:1) та Польщі (1:2) забив по голу, а гра проти збірної Швеції (1:2), що відбулась 3 липня, стала останньою для Карасі у футболці збірної. Загалом протягом кар'єри у національній команді, яка тривала 2 роки, провів у її формі 10 матчів, забивши 4 голи.

## Кар'єра тренера
Після своєї ігрової кар'єри він залишився у футболі і тренував збірну ЮНА і молодіжну збірну Югославії, а також «Спартак» (Суботиця), «Аль-Ярмук» (Кувейт), «Сутьєску» (Никшич), «Раднички» (Белград), «Раднички» (Крагуєвац), «Міліціонар», «Обилич», турецький «Ерзурумспор», «Младост» (Лучані), «Звездару», «Бежанію», БАСК та боснійський «Борац» (Баня-Лука).
У січні 2008 року на виборчих зборах Асоціації футбольних тренерів Сербії Карасі одноголосно був обраний її президентом.

## Особисте життя
Він одружений з Миряною, дочкою генерала Велько Кадієвича.